# 長谷川元長
長谷川 元長（はせがわ もとなが）は、戦国時代の武将。駿河国小川城主長谷川氏当主。官途名は伊賀守。
今川氏家臣。今川氏親・氏輝・義元に仕えた。
1560年の桶狭間の戦いにおいて今川本陣を織田信長に襲われ主君義元とともに討死したという。
家督は子の正長が継いだ。